# Alfta IBK
Alfta IBK är en innebandyklubb från den lilla orten Alfta som ligger i Ovanåkers kommun.
Alftas herrlag spelade säsongen 2009/10 i division 3. Alftas damlag slogs 2009 ihop med Bollnäs till Bollnäs/Alfta .
Alftas herrlag är det lag som spelat flest säsonger i division 1 [källa behövs].
Klubben har bland annat fostrat Kristoffer Asp som spelat för Jönköpings IK i elitserien. Asp har även junior och seniorlandskamper på meritlistan. Klubben har även fostrat Madelene Jonsson som spelat i Pixbo. Madelene har två SM-guld på meritlistan.